# Otočje Južni Sandwich
Otočje Južni Sandwich (špa. Islas Sandwich del Sur) je lanac nenaseljenih vulkanskih otoka u južnom Atlantskom oceanu. Njima se upravlja kao dijelom Britanskog prekomorskog područja Južne Georgije i Otočja Južni Sandwich. Lanac se nalazi u subantarktičkom području, oko 700 km jugoistočno od Južne Georgije i 1,700 km sjeveroistočno od vrha Antarktičkog poluotoka.
Otočje se sastoji od 11 glavnih otoka koji tvore otočni luk koji se proteže sjever-jug, a najveći je Montagu s površinom od 110 km2. Podijeljen je u četiri skupine, od sjevera prema jugu: otočje Traversay, otočje Candlemas i Središnji otoci (Saunders, Montagu i Bristol) i otočje Južni Thule.
Na otočju su česti jaki potresi. Tijekom prošlog stoljeća, bilo je 9 potresa iznad jačine 7 Mw, a posljednji je bio 8.1 Mw u kolovozu 2021. Ovi su otoci udaljeni i nenaseljeni, pa nije poznato da je ijedan od ovih potresa prouzročio ljudske žrtve.

## Povijest
Kapetan James Cook je isplovio iz Južne Georgije prema jugoistoku te otkrio Clerke Rocks i skupinu od 8 južnih otoka (Vindication, Candlemas, Saunders, Montagu, Bristol, Bellingshausen, Cook, Morell) koje je nazvao "Sendwich Land" u čast lorda Sandwicha, tada Prvog lorda Admiraliteta. Kasnije je dodana riječ "Južni" kako bi se razlikovali od "Otočja Sendwich", kako su se tada nazivali Havaji. 
Otočje Traversay (Zavodovski, Leskoj, Visokoi) otkrila je ekspedicija Carske ruske mornarice koje su vodili Fabian Gottlieb von Bellingshausen i Mihail Petrovič Lazarev na brodovima Vostok i Mirny 1819. godine.
Ujedinjeno Kraljevstvo formalno je anektiralo Otočje Južni Sandwich patentnim pismom 1908. godine, grupirajući ih s drugim britanskim teritorijem na Antarktiku u Zavisne Falklandske otoke.
Argentina je 1938. iznijela svoje pretenzije na Otočje Južni Sandwich i u nekoliko je navrata dovela u pitanje britanski suverenitet nad otocima. Od 25. siječnja 1955. do ljeta 1956. Argentina je održavala ljetnu stanicu Teniente Esquivel u Ferguson Bayu na jugoistočnoj obali otoka Thule. Od 1976. do 1982. Argentina je držala pomorsku bazu pod nazivom Corbeta Uruguay u zavjetrini (jugoistočna obala) istog otoka. Iako su Britanci 1976. godine otkrili prisutnost argentinske baze, prosvjedovali i pokušali riješiti problem diplomatskim sredstvima, nisu učinjeni napori da se silom uklone sve do Falklandskog rata. Baza je na kraju uklonjena 20. lipnja 1982., a instalacije su srušene u prosincu te godine.
Od 1995. Južnoafrički meteorološki ured održava dvije automatske meteorološke stanice na otocima Zavodovski i Thule.
Područje "Južne Georgije i otočja South Sandwich" formirano je 1985.; prethodno su oba arhipelaga bila dio zavisnih Falklandskih otoka.
Dana 10. veljače 2008. potres magnitude 6,5 po Richteru imao je epicentar 205 km jugo-jugoistočno od otoka Bristol. Dana 30. lipnja 2008. potres magnitude 7,0 pogodio je regiju. Epicentar mu je bio na 283 km istočno-sjeveroistočno (73°) od otoka Bristol.[nije dovoljno specifično za provjeru]

## Geografija
Najsjeverniji od otočja Južni Sandwich čine skupine otočje Traversay i otočje Candlemas, dok najjužniji čine otočje Južni Thule. Tri najveća otoka – Saunders, Montagu i Bristol – nalaze se u sredini, između navedenih otočja. Najviša točka otoka je Mount Belinda (1370 m) na otoku Montagu. Četvrti najviši vrh, Mount Michael (990 m) na otoku Saunders ima postojano jezero lave, za koje se zna da se nalazi na samo osam vulkana na svijetu.
Otoci Južno Sandwich su nenaseljeni, iako je argentinska istraživačka stanica sa stalnim osobljem bila smještena na otoku Thule od 1976. do 1982. (za detalje, vidi § Povijest
```
gore). Automatske 
meteorološke stanice
 su na otoku Thule i 
Zavodovskom
. Sjeverozapadno od otoka Zavodovski nalazi se 
Protector Shoal
, podmorski vulkan.
```

Otoci Južni Sendvič od sjevera prema jugu su:
| Otok (Španjolski naziv)                                                    | Površina [km2] | Najviši vrh     | Visina [m] | Lokacija                            |
| -------------------------------------------------------------------------- | -------------- | --------------- | ---------- | ----------------------------------- |
| Otočje Traversay (Archipiélago Marqués de Traverse)                        |                |                 |            |                                     |
| Protector Shoal                                                            | –              |                 | -27        | 55°54′S 28°06′W / 55.900°S 28.100°W |
| Zavodovski                                                                 | 25             | Mount Asphyxia  | 550        | 56°18′S 27°34′W / 56.300°S 27.567°W |
| Leskov                                                                     | 0,3            | Rudder Point    | 190        | 56°40′S 28°08′W / 56.667°S 28.133°W |
| Visokoi                                                                    | 35             | Mount Hodson    | 915        | 56°42′S 27°13′W / 56.700°S 27.217°W |
| Otočje Candlemas (nekad se uvrštava u otočje Traversay) (Islas Candelaria) |                |                 |            |                                     |
| Candlemas (Candelaria)                                                     | 14             | Mount Andromeda | 550        | 57°05′S 26°39′W / 57.083°S 26.650°W |
| Vindication (Vindicación)                                                  | 5              | Quadrant Peak   | 430        | 57°06′S 26°47′W / 57.100°S 26.783°W |
| Središnji otoci                                                            |                |                 |            |                                     |
| Saunders                                                                   | 40             | Mount Michael   | 990        | 57°48′S 26°28′W / 57.800°S 26.467°W |
| Montagu (Jorge)                                                            | 110            | Mount Belinda   | 1370       | 58°25′S 26°23′W / 58.417°S 26.383°W |
| Bristol (Blanco ili Blanca)                                                | 46             | Mount Darnley   | 1100       | 59°03′S 26°30′W / 59.050°S 26.500°W |
| Južni Thule (Tule del Sur)                                                 |                |                 |            |                                     |
| Bellingshausen                                                             | 1              | Basilisk Peak   | 255        | 59°25′S 27°05′W / 59.417°S 27.083°W |
| Cook                                                                       | 20             | Mount Harmer    | 1115       | 59°26′S 27°09′W / 59.433°S 27.150°W |
| Thule (ili Morell)                                                         | 14             | Mount Larsen    | 710        | 59°27′S 27°18′W / 59.450°S 27.300°W |
| Vysokaya Bank                                                              | –              |                 | -89        | 59°43′S 27°58′W / 59.717°S 27.967°W |
| Ukupno                                                                     | 310            | Mount Belinda   | 1370       |                                     |

Niz od šest prolaza odvaja svaki od otoka ili skupine otoka u lancu. To su, od sjevera prema jugu: Zavodovski., Traverzni prolaz, Visokoi Isl., Brownov prolaz, Candlemas Isl., Shackletonov prolaz, Saunders Isl., Larsenov prolaz, Montagu Isl., Biscoejev prolaz, Bristol Isl., Forstersov prolaz, južni Thule. Kanal Nelson je prolaz između Candlemas i otoka Vindication.

## Vanjske poveznice
|  | Zajednički poslužitelj ima još gradiva o temi Otočje Južni Sandwich |